# Mongolia en los Juegos Olímpicos de Turín 2006
Mongolia estuvo representada en los Juegos Olímpicos de Turín 2006 por dos deportistas, un hombre y una mujer, que compitieron en esquí de fondo.
El portador de la bandera en la ceremonia de apertura fue el esquiador de fondo Jürelbaataryn Jash-Erdene. El equipo olímpico mongol no obtuvo ninguna medalla en estos Juegos.